# Chinampa de Gorostiza (kommun)
Chinampa de Gorostiza är en kommun i Mexiko.   Den ligger i delstaten Veracruz, i den sydöstra delen av landet, 260 km nordost om huvudstaden Mexico City.
Följande samhällen finns i Chinampa de Gorostiza:
- Chinampa de Gorostiza
- Colonia las Flores
- Aquiles Serdán
- Potrero del Llano
- Juan Casiano
- Quebrache
- Los Órganos
- La Loma